# Polygonia obscura
Polygonia obscura är en fjärilsart som beskrevs av Hans-Joachim Hannemann 1915. Polygonia obscura ingår i släktet Polygonia och familjen praktfjärilar. Inga underarter finns listade i Catalogue of Life.